# Agastache mearnsii
Agastache mearnsii är en kransblommig växtart som beskrevs av Elmer Ottis Wooton och Paul Carpenter Standley. Agastache mearnsii ingår i släktet anisisopar, och familjen kransblommiga växter. Inga underarter finns listade i Catalogue of Life.